# بونتیفول (یوتا)
بونتیفول (به انگلیسی: Bountiful) شهری در ایالت یوتا کشور ایالات متحده آمریکا است که جمعیت آن در سرشماری سال ۲۰۱۰ میلادی، ۴۲٬۵۵۲ نفر بوده‌است.